# 米罗斯拉夫·希蒙诺维奇
米罗斯拉夫·希蒙诺维奇（1977年8月10日—），斯洛伐克男子冰球运动员，场上位置是守门员。他曾代表斯洛伐克国家队参加1998年冬季奥林匹克运动会冰球比赛，获得第10名。